# Titești (gmina)
Titești – gmina w Rumunii, w okręgu Vâlcea. Obejmuje miejscowości Bratovești, Cucoiu i Titești. W 2011 roku liczyła 898 mieszkańców.